# 在勒格拉的窗外景色

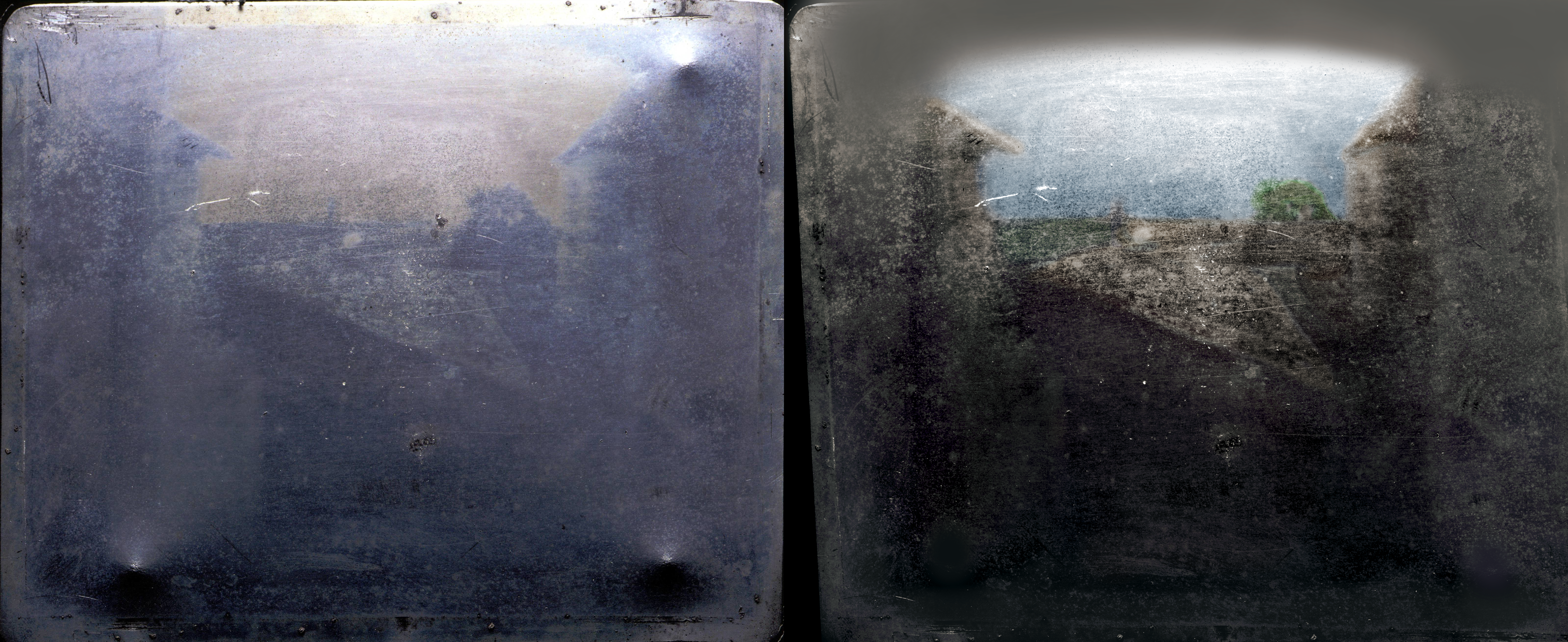
在勒格拉的窗外景色，原版（左）與彩色增強版（右）。這張照片是約瑟夫·尼塞福爾·涅普斯在自己家裡二樓臥室窗戶邊拍攝的

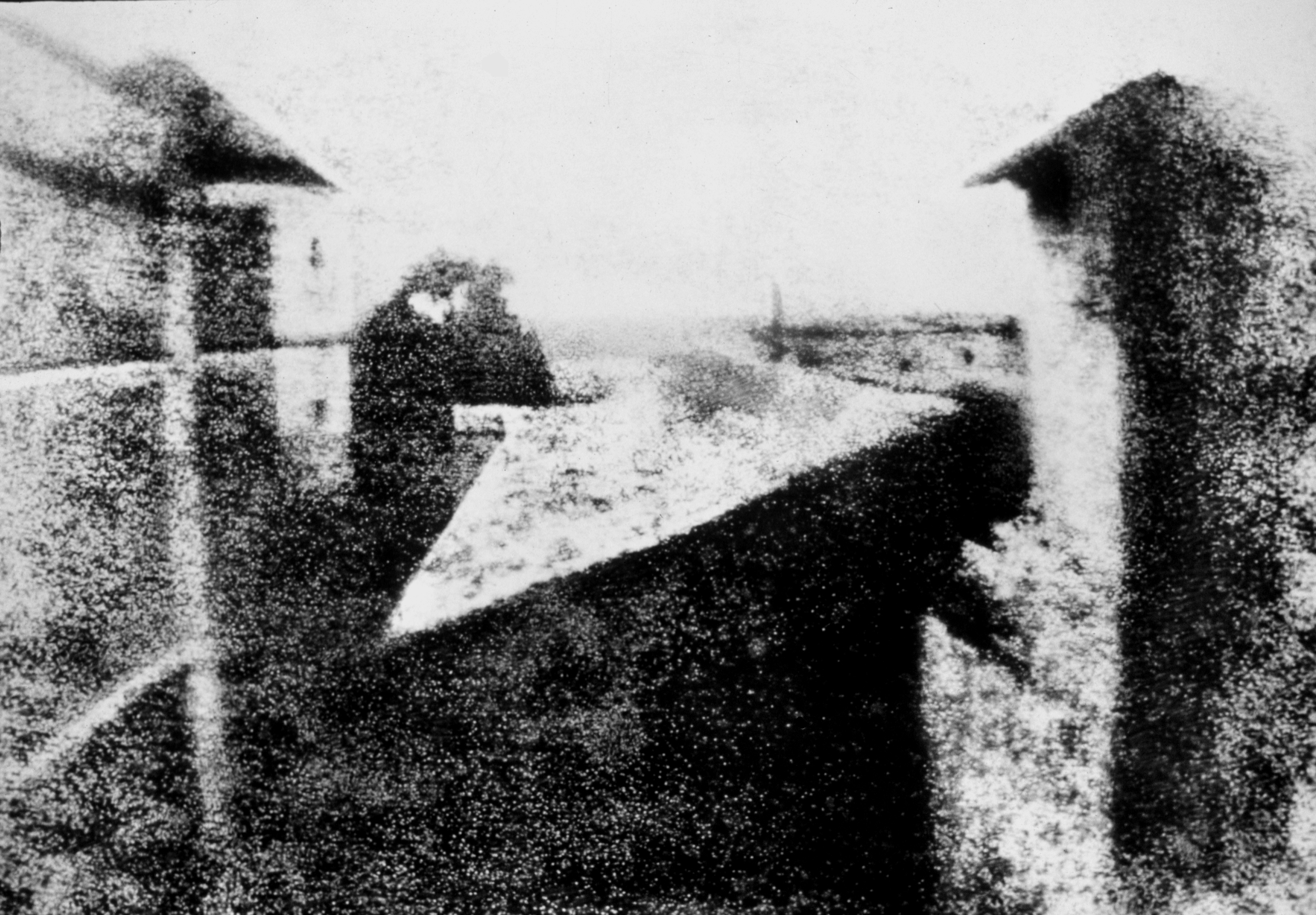
經德國攝影學家赫尔穆特·格恩斯海姆加工後的照片

在勒格拉的窗外景色（法語：Point de vue du Gras，法語發音：[pwɛ̃ də vy dy ɡʁa]）是现存最古老的相片。它由法国发明家約瑟夫·尼塞福爾·涅普斯于1826年2月9日所拍攝，當時他站在自家的窗戶旁邊拍照，照片中的內容是約瑟夫·尼塞福爾·涅普斯位於勒格拉的莊園建築以及周圍景色。這張照片的曝光時間超過8小時，並於1827年最終成型。這張照片一度不為人所知，直到1952年，這張照片被攝影歷史學家赫尔穆特·格恩斯海姆找到。目前該相片在德州大學奧斯汀分校哈里·兰索姆中心展出。